# Cruz Paredes
Cruz Paredes é um município da Venezuela localizado no estado de Barinas. 
Sua população e demografia podem variar ao longo do tempo, influenciando diversos aspectos da vida local, como serviços públicos, infraestrutura e cultura. A economia de Cruz Paredes pode ser impulsionada por diferentes setores, como agricultura, comércio e turismo. Além disso, o município provavelmente possui sua própria identidade cultural, com festivais, tradições locais e possíveis atrações históricas ou naturais. Em termos de governança, Cruz Paredes possui sua própria estrutura de governo local, com um prefeito e conselho municipal responsáveis pela administração e prestação de serviços à comunidade. 
A capital do município é a cidade de Barrancas.